# دولت کویت

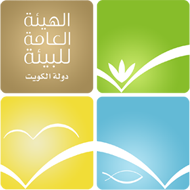
نماد دولت کویت

دولت کویت (انگلیسی: Government of Kuwait) یک امیرنشین با یک سیستم سیاسی خودکامه است. این نظام سیاسی، از یک قوه قضاییه منصوب، دولت منصوب و پارلمان منتخب، که همگی تحت سلطه خانواده آل صباح قرار دارند، تشکیل می‌شود.